# Polona Zupan
Polona Zupan, slovenska deskarka na snegu, * 9. marec 1976, Naklo.
Polona Zupan je za Slovenijo nastopila na Zimskih olimpijskih igrah 1998 v Naganu, kjer je v veleslalomu osvojila 23. mesto.